# Карбонати

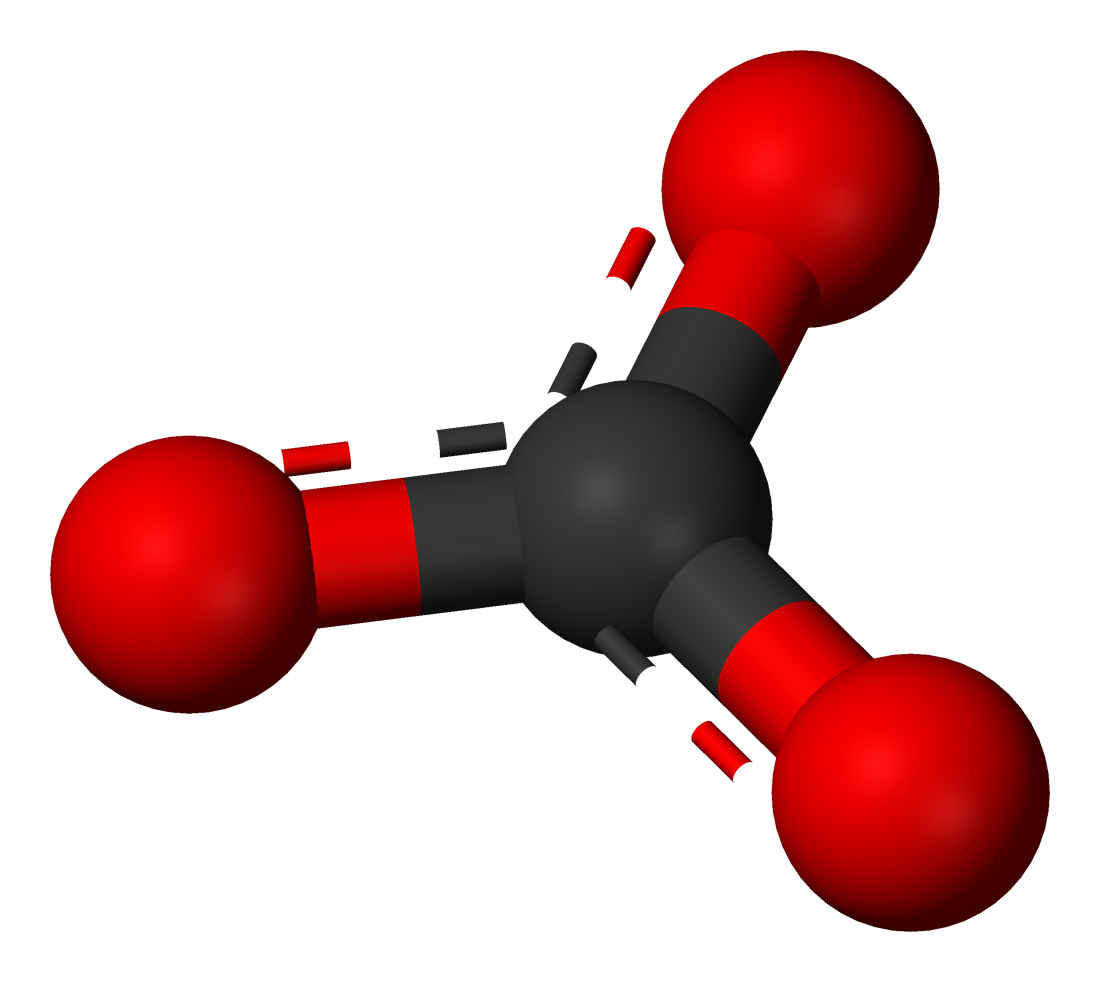
Модель карбонату CO

Карбона́ти (фр. carbonates від лат. carbo — «вугілля») — солі й естери вугільної кислоти (наприклад, сода, поташ).
Розрізняють нормальні (середні) солі з аніоном СО2-
3 (наприклад, К2СО3) та кислі (гідрокарбонати) з аніоном НСО3-(наприклад КНСО3). У воді розчинні нормальні солі лужних металів, амонію й талію і майже всі гідрокарбонати.
Карбонати можна поділити на штучні (одержувані в технологічних процесах) та природні. Поширені природні карбонати мінерали кальцит і доломіт. За походженням більшість природних карбонатів є продуктами вивітрювання і седиментації. Значна частина їх виникає також при ендогенних процесах у гідротермальних жилах.
Усі карбонати, за винятком карбонатів лужних металів і амонію, у воді нерозчинні. Більшість карбонатів при нагріванні розкладаються, не плавлячись, на оксид відповідного металу і діоксид вуглецю. Наприклад:
MgCO3 → MgO + CO2↑
Карбонати лужних металів термічно значно стійкіші і їх можна нагрівати до плавлення без розкладу.
З солей карбонатної кислоти найбільше практичне значення мають карбонат натрію (кальцинована сода) Na2CO3, карбонат калію (поташ) K2CO3 і карбонат кальцію (вапняк, крейда, мармур) CaCO3. Застосовують карбонати у будівництві, хімічній промисловості, в оптиці тощо.